# Присяжнюк Василь Федорович
Присяжню́к Васи́ль Фе́дорович (20 лютого 1944 , Вірля, Житомирська область ) — український архітектор. Заслужений архітектор України, головний архітектор Житомира (1976—1983), головний архітектор Києва (2006–2009). Двічі лауреат Державної премії України в галузі архітектури (1993, 2003).

## Життєпис
У 1971 закінчив Київський інженерно-будівельний інститут.
З 1983 живе і працює в Києві.
З 2010 — на посаді першого заступника начальника та головного архітектора «Інституту генерального плану Києва».

## Проекти
- Реконструкція Старого бульвару в Житомирі.
- Розробка генеральної схеми планування України.